# Episodi di Shetland (seconda stagione)
La seconda stagione della serie televisiva Shetland è stata trasmessa nel Regno Unito per la prima volta dall'emittente BBC One dall'11 marzo al 15 aprile 2014.
| nº | Titolo originale        | Titolo italiano                         | Prima TV UK    | Prima TV Italia |
| -- | ----------------------- | --------------------------------------- | -------------- | --------------- |
| 1  | Raven Black – Part 1    | La maledizione del corvo nero - parte 1 | 11 marzo 2014  | 22 marzo 2018   |
| 2  | Raven Black – Part 2    | La maledizione del corvo nero - parte 2 | 18 marzo 2014  | 22 marzo 2018   |
| 3  | Dead Water – Part 1     |                                         | 25 marzo 2014  | 29 marzo 2018   |
| 4  | Dead Water – Part 2     |                                         | 1 aprile 2014  | 29 marzo 2018   |
| 5  | Blue Lightning – Part 1 | La ragazza dell'isola - parte 1         | 8 aprile 2014  | 5 aprile 2018   |
| 6  | Blue Lightning – Part 2 | La ragazza dell'isola - parte 2         | 15 aprile 2014 | 5 aprile 2018   |